# Silvio Vella
Silvio Vella (Toronto, 8 febbraio 1967) è un allenatore di calcio ed ex calciatore maltese, nato in Canada, di ruolo difensore.
Dal 2014 al 2021 ha ricoperto il ruolo di selezionatore della Nazionale maltese Under-21.

## Palmarès

### Club
- Campionato maltese: 3

Rabat Ajax: 1985-86
Hibernians: 1994-95, 2001-02
- Coppa di Malta: 2

Rabat Ajax: 1985-86
Hibernians: 1997-98
- Supercoppa di Malta: 3

Rabat Ajax: 1985, 1986
Hibernians: 1994

### Individuale
- Calciatore maltese dell'anno: 1

1993-1994